# Recorder to Randsell
Recorder to Randsell (リコーダーとランドセル?, Rikōdā to Randoseru) è una serie manga yonkoma realizzata da Meme Higashiya. La serie segue le vicende di due fratelli; Atsushi, un ragazzino della scuola elementare con l'aspetto di un adulto, e Atsumi, una ragazza studentessa del liceo con l'aspetto di una bambina. Un adattamento anime realizzato dallo studio Seven è iniziato in Giappone il 5 gennaio 2012.

## Personaggi
Atsushi Miyagawa (宮川 あつし?, Miyagawa Atsushi)
Doppiato da Ryōtarō Okiayu
Un ragazzino delle scuole elementari, che ha l'aspetto di un adulto, ma i comportamenti tipici della sua vera età. Il suo aspetto spesso lo mette nei guai con la polizia, soprattutto quando gioca con Hina, la bambina di cui è innamorato.
Atsumi Miyagawa (宮川 あつみ?, Miyagawa Atsumi)
Doppiata da Rie Kugimiya
Sorella maggiore di Atsushi, studentessa delle scuole superiori, ma con l'aspetto di una bambina. È una ragazza molto responsabile, ma tende a nascondersi dietro all'altezza di Atsushi.
Sayo (沙夜?)
Doppiata da Aya Hirano
Compagna di classe di Atsumi, che ha sviluppato una cotta per Atsushi, senza sapere che in realtà si tratta di un bambino.
Futami Moriyama (盛山 ふたみ?, Moriyama Futami)
Doppiata da Tomoe Tamiyasu
Maestra della scuola di Atsushi. In precedenza ha lavorato soltanto in scuole femminili, e quindi non ha molta familiarità con gli uomini, ed in particolar modo con Atsushi.
Hina-chan (ヒナちゃん?)
Doppiata da Aya Uchida
Compagna di classe di Atsushi, nonché sua buona amica. I due bambini hanno un forte sentimento l'uno per l'altra, ma l'aspetto di Atsushi tende a rendere il loro rapporto un po' equivoco.
Take-nī (タケ兄?)
Doppiato da Takahiro Sakurai
Vicino di casa di Atsushi e Atsumi, di cui non viene mai mostrato il volto.

## Media

### Manga
La serie manga yonkoma originale di Recorder to Randoresu di Meme Higashiya ha iniziato ad essere pubblicata sulle riviste Manga Club Original e Manga Life Original della Takeshobo a partire dal 27 marzo 2009. La serie è stata aggiunta alla distribuzione digitale sul sito JManga il 6 marzo 2012.

### Anime
Una serie televisiva anime di tredici episodi di tre minuti l'uno adattamento di Recorder to Randoseru Do♪ è stata trasmessa da TV Saitama dal 5 gennaio 2012 al 28 marzo 2012. La serie è stata seguita da una seconda stagione, intitolata Recorder to Randoseru Re♪, iniziata il 4 aprile 2012. La serie è anche trasmessa in simulcast da Crunchyroll. La sigla di chiusura della prima stagione è Glitter di Aoi Tada feat. Sister 773 mentre la sigla di chiusura della seconda stagione è Stare di Paprika.

#### Episodi
| Nº                                                | Titolo inglese Giapponese 「Kanji」 - Rōmaji                                                | In onda          | In onda |
| Nº                                                | Titolo inglese Giapponese 「Kanji」 - Rōmaji                                                | Giapponese       |         |
| Recorder to Randoseru Do♪ - 1ª serie (13 episodi) |                                                                                             |                  |         |
| 1                                                 | Atsushi and Atsumi 「あつしとあつみ」 - Atsushi to Atsumi                                   | 5 gennaio 2012   |         |
| 2                                                 | Atsumi and Everyday Life 「あつみと日常」 - Atsumi to Nichijō                               | 12 gennaio 2012  |         |
| 3                                                 | Sayo and Atsumi 「沙夜とあつみ」 - Sayo to Atsumi                                           | 19 gennaio 2012  |         |
| 4                                                 | Atsushi and Elementary School 「あつしと小学校」 - Atsushi to Shōgakkō                      | 26 gennaio 2012  |         |
| 5                                                 | Atsushi and Setsubun 「あつしと節分」 - Atsushi to Setsubun                                 | 1º febbraio 2012 |         |
| 6                                                 | Atsushi and Chocolate 「あつしとチョコ」 - Atsushi to Choko                                 | 8 febbraio 2012  |         |
| 7                                                 | Movies and Misunderstandings 「映画と勘違い」 - Eiga to Kanchigai                           | 15 febbraio 2012 |         |
| 8                                                 | Atsushi and the Doll Festival 「あつしとひなまつり」 - Atsushi to Hinamatsuri               | 22 febbraio 2012 |         |
| 9                                                 | Big Bro Take and Employment 「タケ兄と就職」 - Take-nii to Shūshoku                         | 29 febbraio 2012 |         |
| 10                                                | Atsushi and White Day 「あつしとホワイトデー」 - Atsushi to Howaito Dē                      | 7 marzo 2012     |         |
| 11                                                | Atsushi and the Library 「あつしと図書館」 - Atsushi to Toshokan                            | 14 marzo 2012    |         |
| 12                                                | Atsushi and Misunderstandings 「あつしと誤解」 - Atsushi to Gokai                           | 21 marzo 2012    |         |
| 13                                                | Flower Blossoms and Siblings 「花見と姉弟」 - Hanami to Kyōdai                              | 28 marzo 2012    |         |
| Recorder to Randsell Re♪ - 2ª serie (13 episodi)  |                                                                                             |                  |         |
| 1                                                 | New Students and Misunderstandings 「新入生と勘違い」 - Shinnyūsei to Kanchigai             | 4 aprile 2012    |         |
| 2                                                 | Atsushi and Bicycles 「あつしと自転車」 - Atsushi to Jitensha                               | 11 aprile 2012   |         |
| 3                                                 | Atsushi and Dreams 「あつしと夢」 - Atsushi to Yume                                         | 18 aprile 2012   |         |
| 4                                                 | Snacks and Cheering 「おかしと応援」 - Okashi to Ōen                                        | 25 aprile 2012   |         |
| 5                                                 | Family and Hot Springs 「家族と温泉」 - Kazoku to Onsen                                     | 2 maggio 2012    |         |
| 6                                                 | Atsushi and Sports Festivals Part 1 「あつしと運動会 その1」 - Atsushi to Undōkai Sono Ichi | 9 maggio 2012    |         |
| 7                                                 | Atsushi and Sports Festivals Part 2 「あつしと運動会 その2」 - Atsushi to Undōkai Sono Ni   | 16 maggio 2012   |         |
| 8                                                 | Misunderstanding and Truth 「誤解と真実」 - Gokai to Shinjitsu                              | 23 maggio 2012   |         |
| 9                                                 | Atsushi and Hand-me-downs 「あつしとお下がりの服」 - Atsushi to Osagari no Fuku             | 30 maggio 2012   |         |
| 10                                                | Atsushi and School Festivals 「あつしと文化祭」 - Atsushi to Bunkusai                       | 6 giugno 2012    |         |
| 11                                                | Big Sister and Little Sister 「姉と妹」 - Ane to Imōto                                      | 13 giugno 2012   |         |
| 12                                                | Atsushi and Chases 「あつしと追いかけっこ」 - Atsushi to Oikakekko                          | 20 giugno 2012   |         |
| 13                                                | Atsushi and See You Soon 「あつしとまたね」 - Atsushi to Mata ne                            | 27 giugno 2012   |         |

#### Colonna sonora
Sigle di apertura
- Glitter cantata da Aoi Tada feat. Sister 773